# Cethegus hanni
Cethegus hanni är en spindelart som beskrevs av Raven 1984. Cethegus hanni ingår i släktet Cethegus och familjen Dipluridae.
Artens utbredningsområde är Queensland. Inga underarter finns listade i Catalogue of Life.